# ماري إيفانز ويلسون
ماري إيفانز ويلسون (بالإنجليزية: Mary Evans Wilson) هي ناشِطة أمريكية، ولدت في 1866 في أوبرلين في الولايات المتحدة، وتوفيت في 1928 في South End, Boston ‏ في الولايات المتحدة.